# Craig Spitzer
Craig W. Spitzer (18 dicembre 1945) è un ex cestista statunitense, professionista nella NBA.